# Comparative Biochemistry and Physiology A
Comparative Biochemistry and Physiology - Part A: Molecular & Integrative Physiology je recenzirani naučni časopis koji pokriva istraživanja u oblasti molekularne fiziologije. Ovaj časopis se bavi molekularnom, ćelijskom, integrativnom, i ekološkom fiziologijom. Teme obuhvataju bioenergetiku, cirkulaciju, razviće, izlučivanje, regulaciju jona, endokrinologiju, neurobiologiju, ishranu, respiraciju, i termalnu biologiju.

## Spoljašnje veze
- Zvanični veb-sajt